# Kotlin-Klasse
Projekt 56, nach dem Typschiff auch als Spokoiny-Klasse (russisch Спокойный) (deutsch: Ruhig) und von der NATO als Kotlin-Klasse bezeichnet, war eine Klasse von Zerstörern der sowjetischen Marine im Kalten Krieg.

## Geschichte
Projekt 56 war wie sein Vorgänger Projekt 41 zur Massenproduktion vorgesehen. Projekt 41 war wegen seiner großen Wasserverdrängung und des damit verbundenen Ressourcenverbrauchs von Stalin abgelehnt worden; die im Dienst befindlichen Schiffe des Projekts 30bis wiesen aber erhebliche Probleme bei der Hochseetauglichkeit auf und konnten oft nicht mehr als 28 Knoten Fahrt erreichen, so dass ein neuer Zerstörertyp dringend erforderlich wurde. 1951 erarbeitete man so einen Entwurf, der die Bewaffnung von Projekt 41 beibehielt, aber die Verdrängung auf Kosten der Reichweite reduzierte. Wegen Fortschritten im Bereich der Antriebstechnik konnte aber die Geschwindigkeit gesteigert werden.
Es wird angenommen, dass ursprünglich 100 Schiffe des Typs Projekt 56 gebaut werden sollten, sich die Produktion aber als zu teuer erwies und die sowjetische Führung die Ressourcenzuteilung bei ihren Wirtschaftsplanungen ab 1955 zugunsten des zivilen Bereichs verschob und die Bauprogramme für Zerstörer drastisch kürzte. Die chinesische Luda-Klasse Typ-051 basiert auf den Konstruktionsplänen der Kotlin-Klasse.

## Technik

### Antrieb
Die Schiffe des Projekts 56 waren mit zwei GTZA-Turbinensätzen ausgerüstet, die sich aus je einer Turbine für mittlere und niedrige Leistungen und einer für hohe Belastung zusammensetzten. Die Turbinen wurden aus vier KW-76-Dampfkesseln mit 450 °C heißem Dampf, der unter einem Druck von bis zu 64 kg/cm² stand, angetrieben.

### Bewaffnung
Die Hauptbewaffnung der Schiffe bestand aus je einem SM-2-1-Geschützturm auf der Back und dem Achterschiff, die je zwei koaxial montierte 130-mm-L/58-Geschütze trugen. Die Türme waren über drei Achsen so stabilisiert, dass sie selbst bei starker Seitenneigung der Schiffe noch horizontal ausgerichtet blieben. Die Waffe konnte sowohl gegen Luft- als auch gegen Schiffsziele eingesetzt werden. Es waren normalerweise 850 Granaten für diese Waffen an Bord.
Die Flugabwehr stützte sich auf vier Lafetten von Typ SM-20, die je vier 45-mm-L/78-Maschinenkanonen trugen. Diese Vierlinge besaßen eine theoretische Schussfolge von bis zu 640 Schuss pro Minute und konnten Bodenziele in neun und Luftziele in fünf Kilometern Entfernung bekämpfen. Mitgeführt wurden rund 17.000 Schuss Munition.
Als Torpedobewaffnung waren zwei fünfrohrige Torpedorohrsätze mittschiffs, je einer vor und einer hinter dem achtern Schornstein, aufgestellt. Jeder Rohrsatz stand dabei auf der Längsachse der Schiffe und konnte nach Back- oder Steuerbord geschwenkt werden.
Die Schiffe konnten BB-1- oder BPS-Wasserbomben abwerfen. Dazu waren sechs Abwurfvorrichtungen installiert. Die BB-1-Bombe hatte eine Sinkgeschwindigkeit von 2,5 Metern pro Sekunde und konnte Ziele in bis zu 100 Metern Tiefe bekämpfen, während die BPS bei 4,2 Metern pro Sekunde 320 Meter erreichen konnte.

### Feuerleitung und Sensoren
Jeder der beiden Hauptgeschütztürme verfügte auf seinem Dach über ein „Schtag B“-Feuerleitradar (russisch Штаг-Б), welches das Feuer bis zu Entfernungen von 15 Kilometern leiten konnte. Die Feuerleitung bei guten Sichtverhältnissen stützte sich jedoch noch auf einen optischen Entfernungsmesser, vom Typ „SWP-42-50“ (russisch СВП-42-50), der auf dem Vormars installiert war.
Jedes Schiff verfügt über eine Radarantenne vom Typ „Fut-N“ zur Suche nach Kontakten am Hauptmast, und je einem „Fut-B“-Feuerleitradarsensor auf dem Achterschiff und auf dem Dach der Brücke für die 45-mm-SM-20-Flugabwehrkanonen.
Weiterhin waren auf jedem Schiff ein Radar zur Luft- und Oberflächensuche sowie ein einfaches Navigationsradar installiert.
Zur Suche nach Unterwasserkontakten war ein „Pegas 2“-Sonar (russisch Пегас-2) installiert, das selbst unter optimalen Bedingungen mit einer Reichweite von nur zwei bis maximal drei Kilometern als nicht sehr wirksam bewertet wird. Der Sonarsensor des Systems war an der Rumpfunterseite am Vorschiff unmittelbar vor „Turm A“ installiert.

### Besatzung
Projekt 56 benötigte eine Besatzung von 284 Seeleuten. Vier Offiziere, der Kommandant, der Erste Offizier, sowie der Politoffizier und dessen Stellvertreter waren in Einzelkabinen untergebracht, die übrigen Offiziere in Kabinen mit zwei Kojen. Unteroffiziere beziehungsweise Maate schliefen in Kabinen mit bis zu acht Kojen. Die Mannschaftsdienstgrade waren dagegen in großen Schlafräumen untergebracht, von denen der größte bis zu 48 Seeleute beherbergte. Es gab einen Duschraum mit elf Plätzen, die Kapazität der Frischwassertanks und die der Destillationsanlagen war jedoch im Zuge der Tonnagereduktion der Schiffe schon in der Planungsphase auf 21 Tonnen zusammengestrichen worden, so dass eher selten geduscht werden konnte.
Messe und Kombüse waren im Achterschiff unterhalb von „Turm B“ eingerichtet.

## Varianten

### Projekt 56 ASW
Projekt 56 ASW (russisch Проект 56-ПЛО), von der NATO als Kotlin Mod. bezeichnet, war eine Modernisierung aus dem Jahr 1956 auf 14 Schiffen, bei der zwei RBU-6000-Werfer am Bug und zwei RBU-1000 am Heck zur Bekämpfung von U-Booten nachgerüstet wurden. Der vordere Torpedorohrsatz entfiel, der an achtern wurde zum Einsatz zielsuchender Torpedos umgebaut und die Sonarsysteme verbessert.

### Projekt 56K
Projekt 56K war die Bezeichnung des Umbaus des Projekt 56 ASW Schiffs Brawy (russisch Бравый) (deutsch: Wacker) zur Erprobung von Flugabwehrraketen zwischen 1960 und 1964. Dazu wurde das Schiff zum Einsatz von M-1 Wolna Raketen (NATO: SA-N-1) umgebaut. Die Wasserverdrängung erhöhte sich im Einsatz auf 3.447 Tonnen, die Geschwindigkeit fiel auf unter 36 Knoten, die Besatzungsstärke betrug 270 Seeleute.

### Projekt 56A

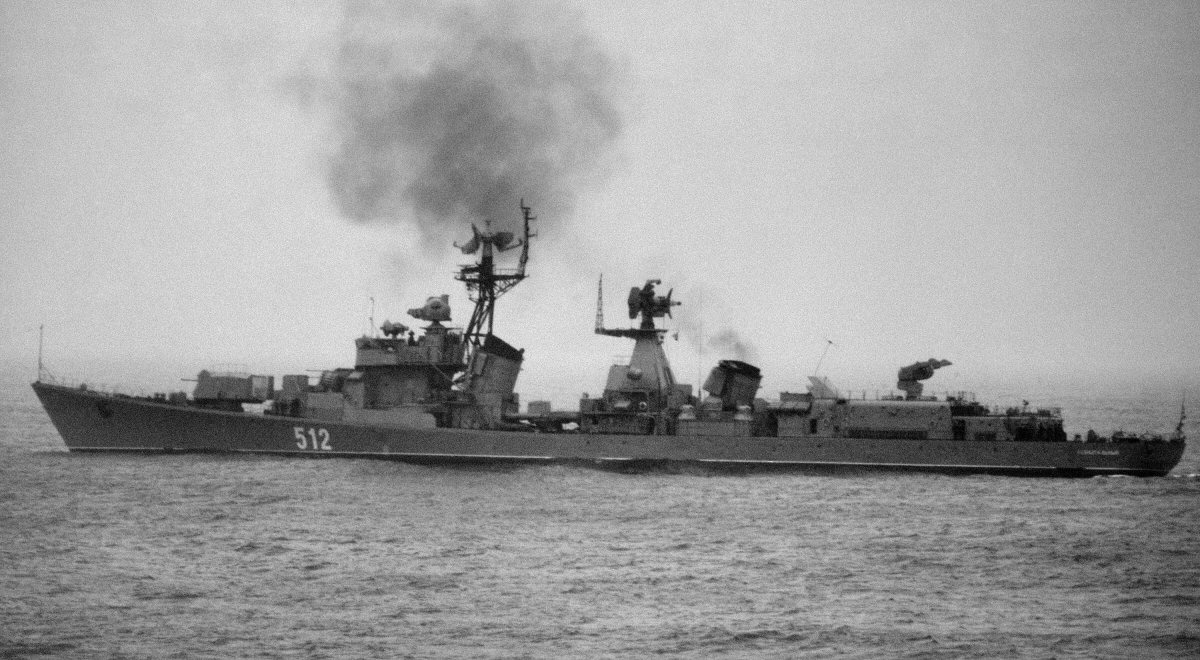
Projekt-56A-Zerstörer Sosnatelny 1987

Projekt 56A war eine Variante von Projekt 56, bei der der 130-mm-Geschützturm SM-2-1 auf dem Achterschiff entfernt und durch eine Startvorrichtung für SA-N-1-Flugabwehrraketen ersetzt wurde. Zwei RBU-6000-Wasserbombenwerfer wurden neben der Brücke aufgebaut. Zusätzlich entfiel einer der Torpedorohrsätze und drei der 45-mm-FlaK-Vierlinge SM-20. Die bis dahin offene Brücke wurde mit einem geschlossenen Aufbau eingefasst und moderne Such- und Feuerleitradarsysteme auf die Masten aufgesetzt. Die Wasserverdrängung stieg auf 3.620 Tonnen im Einsatz, der Tiefgang erreichte 4,5 Meter und die Spitzengeschwindigkeit fiel auf 34,5 Knoten. 
1964 bis 1966 wurden sieben Schiffe des Projekts 56 und eines des Projekts 56 ASW entsprechend umgebaut. Drei dieser Schiffe erhielten zusätzlich je vier AK-230-Maschinenkanonen. Die NATO bezeichnete das Projekt in Anspielung auf die neue Rolle als Kotlin SAM (SAM = Surface to Air Missile, deutsch: Boden-Luft-Rakete). Eine Einheit in der vereinfachten Ausführung Projekt 56AE (Sprawedliwi) wurde an Polen verkauft.

### Projekte 56 EM
Projekt 56EM war ein Versuch, Zerstörer zum Tragen von KSShch-Marschflugkörpern zum Bekämpfen von Schiffen umzurüsten. Dazu wurde die Bedowy (russisch Бедовый) (deutsch: Keck) noch im Bau umgeplant und mit einem drehbaren Aufbau auf dem Achterschiff ausgestattet, der sechs Marschflugkörper enthielt, die über eine Schiene an der Außenseite des Aufbaus gestartet werden konnten. Die beiden Geschütztürme der Hauptartillerie entfielen, die Flugabwehr wurde auf der Back zusammengefasst. Drei weitere Schiffe wurden dementsprechend neu konstruiert (Projekt 56M) und gebaut, drei weitere (Projekt 56U) wurden umgebaut. Sie wurden alle von der NATO als Kildin-Klasse klassifiziert.

## Schiffe des Projekts 56
Es wurden insgesamt 27 Zerstörer des Projekts 56 auf drei Werften gebaut. Anders als größere Schiffe der sowjetischen Marine wurden sie nicht mit den Namen von Revolutionären oder Städten versehen, sondern auf einen Namen getauft, der je nach Bauwerft mit einem bestimmten Buchstaben des kyrillischen Alphabets begann. So erhielten die Schiffe von Werft 190 in Leningrad die Anfangsbuchstaben „С“ oder „Н“, die der Werft 445 in Mykolajiw „Б“ oder „П“ und die von Werft 199 in Komsomolsk am Amur gebauten Einheiten das „В“ als Anfangsbuchstaben ihrer Namen.

## Belege und Verweise